# Турово (Пшасниський повіт)
Турово (пол. Turowo) — село в Польщі, у гміні Черниці-Борові Пшасниського повіту Мазовецького воєводства.
Населення — 143 особи (2011).
У 1975-1998 роках село належало до Цехановського воєводства.

## Демографія
Демографічна структура станом на 31 березня 2011 року:
|          | Загалом | Допрацездатний вік | Працездатний вік | Постпрацездатний вік |
| -------- | ------- | ------------------ | ---------------- | -------------------- |
| Чоловіки | 94      | 9                  | 66               | 19                   |
| Жінки    | 49      | 9                  | 27               | 13                   |
| Разом    | 143     | 18                 | 93               | 32                   |